# Доротея Урсула Баден-Дурласька
Доротея Урсула Баден-Дурласька (нім. Dorothea Ursula von Baden-Durlach), (нар. 20 червня 1559 — пом. 8 серпня 1583) — маркграфиня Баден-Дурласька з роду Церінгенів, донька маркграфа Баден-Дурлаху Карла II та пфальцграфині Фельденцької Анни, перша дружина герцога Вюртембергу Людвіга I Побожного.

## Біографія
Народилась 20 червня 1559 року у Пфорцгаймі. Стала первістком у родині маркграфа Баден-Пфорцгайму Карла II та його другої дружини Анни Фельденцької, прийшовши на світ за одинадцять місяців після їхнього весілля. Мала старшого єдинокровного брата  Альбрехта та сестру Марію від першого шлюбу батька з Кунігундою Бранденбург-Кульмбаською. Згодом у неї з'явилися двоє молодших сестер і троє братів.
У 1565 році батько переніс столицю з Пфорцгайму до Дурлаху, й держава почала йменуватися у документах Баден-Дурлаським маркграфством.

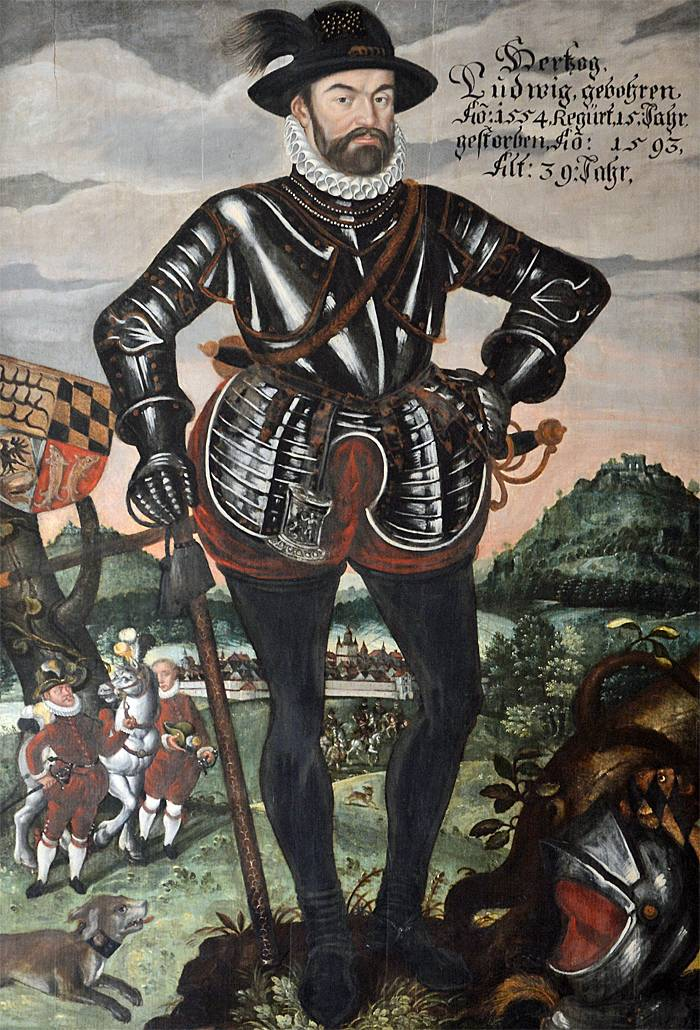
Портрет Людвіга Вюртемберзького

У віці 16 років була видана заміж за 21-річного герцога Вюртембергу Людвіга I Побожного. Весілля пройшло 7 листопада 1575 у Штутгарті. Дітей у подружжя не було. Хоча Людвіг надзвичайно зловживав алкоголем, йому вдавалося добре вести державні справи. Також герцог полюбляв полювання та лицарські турніри.
Доротея Урсула померла молодою у Штутгарті 8 серпня 1583 року. Була похована у колегіальній церкві Тюбінгену.
Менш, ніж за два роки, Людвіг узяв другий шлюб із 13-річною Урсулою Фельденцькою, який також залишився бездітним. Після його смерті у 1593 році Вюртемберг перейшов до Фрідріха Мьомпельґардського.
У зведеному герцогом у 1584—1593 роках Новому будинку задоволень поблизу Штутгартського палацу були встановлені погруддя самого Людвіга й обох його дружин.